# بادی ترنر
بودی تارنر (انگلیسی: Bodi Turner؛ زادهٔ ۱۸ سپتامبر ۱۹۹۴) دوچرخه‌سوار اهل استرالیا است. وی در مسابقات بازی‌های المپیک تابستانی ۲۰۱۶ شرکت کرده است.